# McLaren 650S
El McLaren 650S es un automóvil deportivo diseñado y producido por el fabricante británico McLaren Automotive, de 2014 a 2017. Se anunció en febrero de 2014 como un nuevo modelo, pero basado en el ya existente MP4-12C con un 25% de partes, con el que comparte el chasis de fibra de carbono reforzada con polímero.
Es la una evolución como segunda generación del MP4-12C. Fue diseñado inicialmente para ser ofrecido simultáneamente junto con el MP4-12C, pero su descenso en ventas provocó que el fabricante lo comercializara como su reemplazo.

## Características

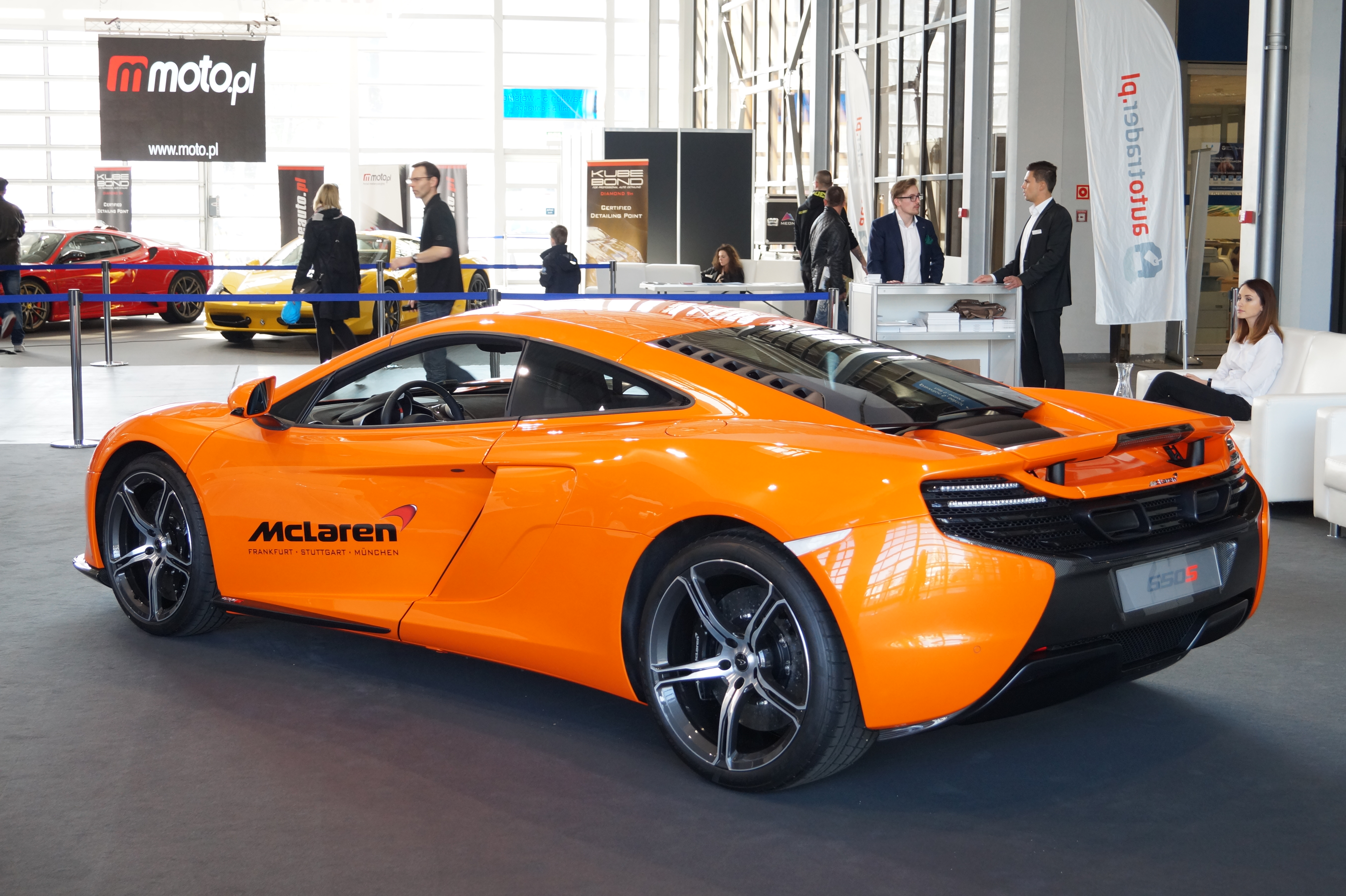
Vista trasera 3/4 en el Salón del Automóvil de Poznan de 2015.

Estaba previsto para ser presentado en el Salón del Automóvil de Ginebra, pero se filtró antes en internet durante la noche del 16 de febrero de 2014. Los cambios se notan principalmente en el frente, donde las líneas parecidas al McLaren P1 se notan, con un aire más familiar a la gama de la marca. Por los costados se acentúa un perfil más limpio, en parte gracias al haber eliminado la doble entrada de aire del MP4-12C, mientras que la zaga es totalmente idéntica a la de su "hermano menor", aunque no se trata de un simple rediseño ("facelift").
Tenía muchas mejoras sobre la transmisión, los frenos y el motor que, como su nombre lo dice, produce 650 CV (641 HP; 478 kW), mientras que la "S" significa Sport. Además, cuenta con opciones como asientos de fibra de carbono. Todos estos cambios han sido para mejorar la experiencia de manejo, sobre todo después de que el MP4-12C fuera tan criticado por sus ayudas electrónicas.
La nueva nariz sirve para generar una imagen de marca, además de que mejora la aerodinámica con ayuda del splitter delantero y las nuevas hojas laterales que redicreccionan el flujo del aire aumentando la carga aerodinámica en un 24% a 150 km/h (93 mph). Las tomas de aire laterales alimentan los radiadores que ayudan a enfriar el motor. El control de pro activo de chasis, así como los modos de manejo Normal, Sport y Track, han sido recalibrados y mejorados dando una mayor respuesta, sobre todo en modo Sport.
Está equipado con un motor V8 de McLaren M838T biturbo de 3799 cm³ (3,8 L; 231,8 plg³), pero desarrollando 650 CV (641 HP; 478 kW) y 500 lb·pie (678 N·m) de par máximo. La potencia se transmite a las ruedas a través de una caja de cambios de doble embrague siete velocidades casi instantánea, con lo que le permite alcanzar una velocidad máxima de 207 mph (333 km/h), acelerar desde 0 a 100 km/h (62 mph) en 3 segundos, a 200 km/h (124 mph) en 8,4 segundos, el 1/4 de milla (402 m) en 10,4 segundos a 139 mph (224 km/h) y hasta 1 km (0,6 milla) en 18,8 segundos.

## Variantes

### 650S Spider
Fue anunciado en febrero de 2014, el 650S Spider es una versión descapotable del 650S. Pesa 40 kg (88 libras) más que el coupé, pero ofrece un rendimiento casi idéntico. Puede acelerar de cero a 60 mph (97 km/h) en 3 segundos y tiene una velocidad máxima de 204 mph (328 km/h).

#### Diseño
Tiene rasgos frontales del McLaren P1, cuenta con una capota dura en dos piezas que puede ser abatida en marcha hasta velocidades de 30 km/h (19 mph) en un proceso que dura 17 segundos. Tiene un peso total de 1370 kg (3020 libras), 40 kg (88 libras) más que el coupé.
Tras las cabezas de los ocupantes se añade una superficie en cristal que puede abatirse para mejorar así la sonoridad percibida del motor.

#### Interior
El interior Alcantara es en negro carbono y proporciona altos niveles de agarre, la parte superior de los arcos se colocan directamente por encima de las ruedas delanteras y son visibles en el interior, cuenta con vidrio retráctil.

#### Rendimiento
Tiene un motor V8 de 3799 cm³ (3,8 litros) turboalimentado con un conjunto un extra de potencia para alcanzar los 650 CV (641 HP; 478 kW). La rigidez torsional se mantiene intacta debido a la configuración del chasis monocasco en fibra de carbono evitando el aumento de peso, cuenta con el mismo coeficiente aerodinámico que el 12C, pero mejorado el downforce a ritmos de más de 240 km/h (149 mph), tiene un incremento de potencia de 25 CV (18,4 kW), entregando un par de 678 N·m (500 lb·pie).
El McLaren 650S Spider logra acelerar de 0 a 100 km/h (62 mph) en 3 segundos, acelera de 0 a 200 km/h (124 mph) de 8,6 segundos y una velocidad máxima de 329 km/h (204 mph). Tiene una transmisión de doble embrague de siete velocidades, reduciéndose los tiempos de cambio.

#### Otros detalles

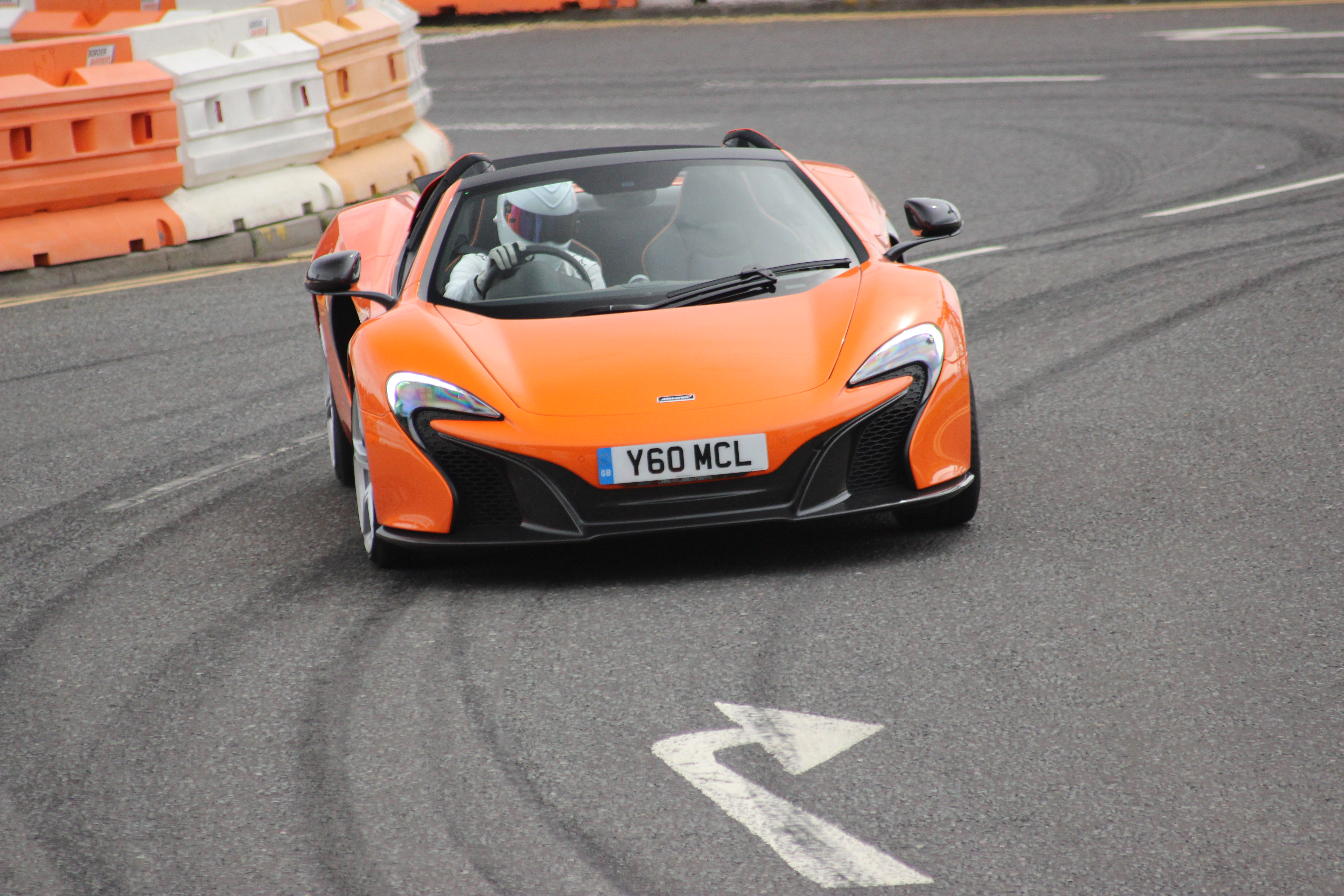
Conducido por "The Stig" en el Festival de la Ignición de Glasgow de 2016.

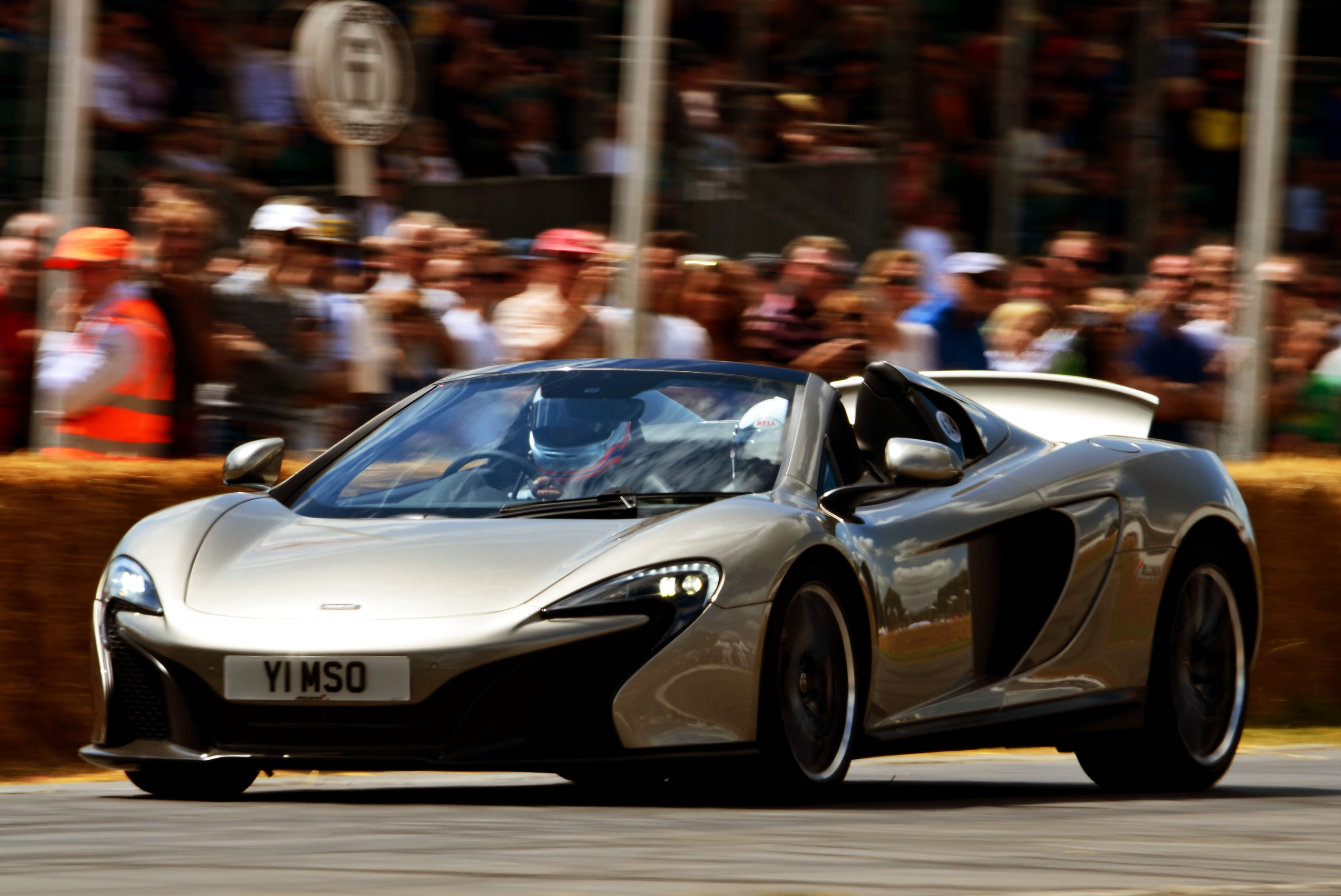
650S Spider en el Festival de la Velocidad de Goodwood.

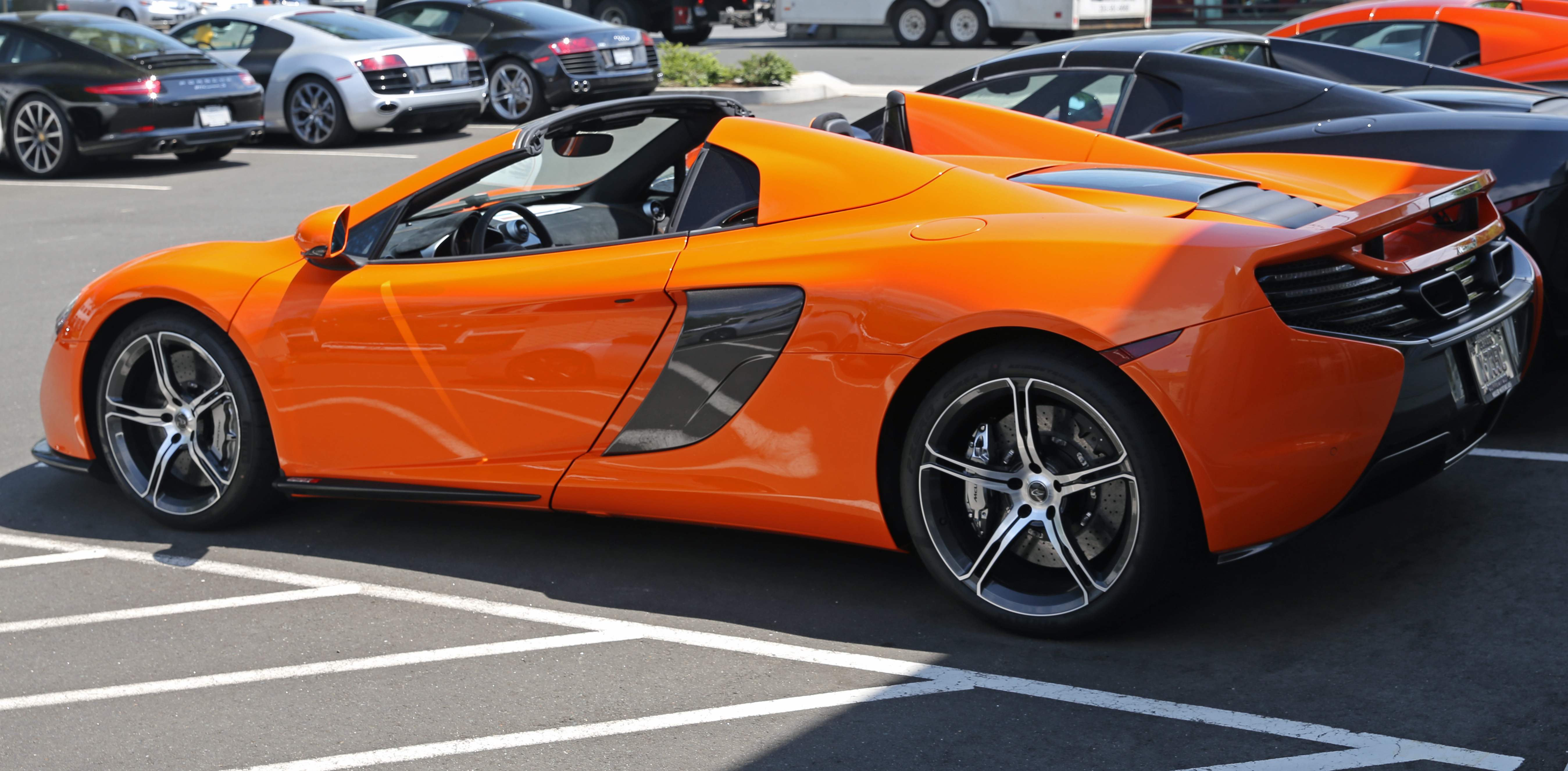
Vista trasera 3/4 del modelo 2015 con paquete de fibra de carbono.

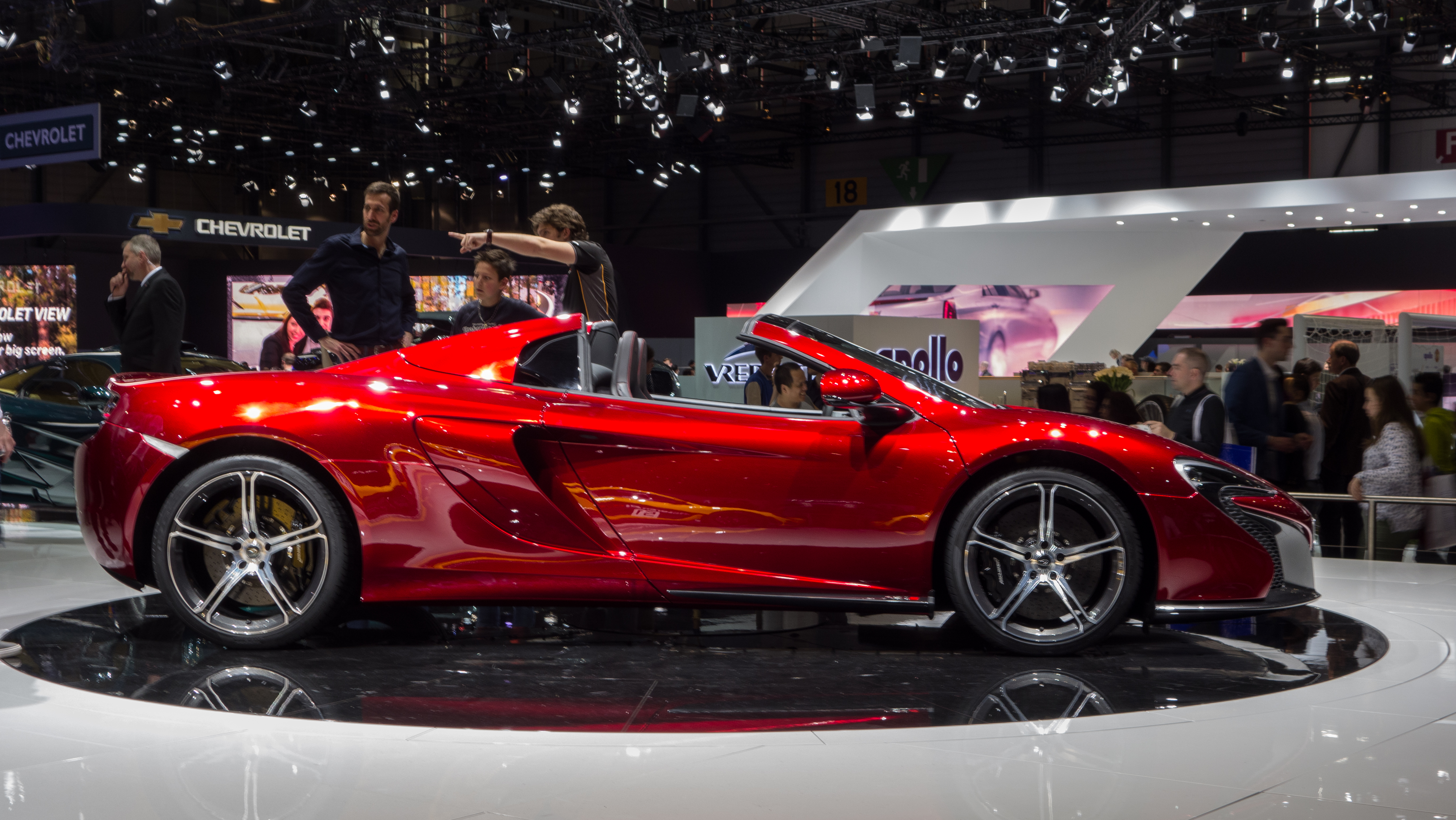
Vista lateral en el Salón del Automóvil de Ginebra de 2015.

Cuenta con un techo ligero eléctrico que se cierra automáticamente. Su estilo es impermeable y el 25 por ciento de las partes son nuevas, incluyendo los faros led que recuerdan al P1. El interior es todo de Alcantara y las inclinaciones de las manijas de las puertas combinan elegantemente con la consola central. Los interruptores ajustan la suspensión, el tren motriz y la aerodinámica, independientemente del modo "Confort para Pista Activo", además tres turbinas de salida de aire emulan el túnel de viento en el que la carrocería estaba esculpida. También una larga columna de dirección ajustable eléctricamente con un alcance telescópico de manera opcional, dentro de un espacioso interior. Las puertas diédricas se abren hacia arriba y afuera, combinadas con los anchos sellos del bastidor de fibra de carbono "MonoCell".
Los asientos carreras de carbono opcionales son recomendables, ya que son profundos, estrechos y firmes, con recortes para aprovechar una sujeción y seguridad como en las carreras. Su motor biturbo de 650 CV (641 HP; 478 kW) SAE, lo hace capaz de alcanzar cerca de 160 mph (257 km/h), gracias también a la transmisión de doble embrague "Seamless Shift Gearbox" (SSG) de siete velocidades. En modo "Sport", crea un cambio en el escape a una "llamarada" que emite un sonido agresivo y, en el modo "Track", tiene algo llamado "empuje de inercia". Sus gigantescos frenos de carbono son poderosos y nunca exhiben desvanecimiento, ayudados por una dirección de freno, la cual aplica la fuerza de frenado hacia dentro de la parte trasera. La rigidez de la tina Monocell agrega fuerza y precisión. También tiene un único e inteligente "Control de Chasis Proactivo" (PCC), el cual distribuye la presión hidráulica a través del coche para resistir el rodado.
Se une al MP4-12C Spider para conformar la oferta descapotable de la marca. Aunque cuentan con una base similar, el 650 Spider introduce un nuevo frontal inspirado por el diseño del P1 y las mismas novedades mecánicas vistas en su versión coupé. La diferencia principal está en su techo de dos piezas, ya que con la capota abierta, el cristal trasero actúa como un deflector de viento, aunque tanto el techo como cristal trasero, se pueden plegar por completo para permitir dejar pasar más ruido del motor al habitáculo. Al levantar el techo, se aloja bajo una cubierta rígida de color carrocería, incorporando contrafuertes traseros individuales. Con el techo elevado, el área bajo la cubierta de lona se puede utilizar como espacio de equipaje adicional.
Mantiene la rigidez torsional del coupé gracias a la configuración del chasis monocasco en fibra de carbono, lo que ha evitado subir el peso al reforzarlo. Sin embargo, al pesar más que el coupé, es debido al techo rígido retráctil y el mecanismo.
Se ofrecía con un nuevo color de carrocería Tarocco Orange (anaranjado), que se sumaba a la paleta de colores del fabricante, desarrollado con su socio AkzoNobel.

### MSO 650S
Se presentó una versión MSO (McLaren Special Operations) del 650S en el Festival de la Velocidad de Goodwood de 2014. Estaba inspirado en el MSO Concept presentado en China en 2014, en colaboración con del director del departamento de diseño de McLaren, Frank Stephenson. Se ofrecía como producción limitada a 50 vehículos, tanto con carrocería coupé como spider. Los colores que se ofrecían eran carbón mate y otros colores exclusivos MSO, como: Papaya Spark, Agrigan Black y Sarigan Quartz. Estaba equipado con llantas de aleación ligera y únicas, las cuales son 4 kg (8,8 libras) más ligeras que las aleaciones estándar, ayudado porque se utilizan las tuercas de llanta que están hechas de titanio.
Cuenta con numerosos detalles de fibra de carbono y acabados satinados, como un parasoles trasero de tres piezas con la zona central en fibra de carbono y un difusor más agresivo, así como unas llantas de 10 radios.
En el interior destacan los acabados en cuero y Alcantara, además de detalles en fibra de carbono. Cada unidad se entregaría con un boceto de Frank Stephenson y una bolsa de viaje de cuero.

### 625C
El 625C es una versión basada en el McLaren 650S, creado por McLaren Automotive para el mercado asiático. McLaren Special Operations (MSO) daría opciones de personalización. El McLaren 625C, que supone el primer modelo de la compañía ideado para un mercado en concreto, estaría disponible en Asia tanto en carrocería coupé como spider. Según McLaren, es su producto más cómodo y refinado, aunque no pierde las cualidades dinámicas del modelo en el que se basa.

#### Diseño
Los principales cambios del 625C con respecto al 650S está en el sistema de suspensión activa o ProActive Chassis Control, con nuevos amortiguadores y muelles menos duros en el eje trasero y en la electrónica de la propia suspensión, la cual es, en palabras del propio fabricante, más apta para un uso diario, sin perder su precisión característica.

#### Rendimiento
El motor de 3799 cm³ (3,8 litros) V8 biturbo desarrolla 625 CV (616 HP; 460 kW), de ahí el nombre (la C es de Club) y 610 N·m (450 lb·pie). Alcanza 100 km/h (62 mph) desde parado en 3,1 segundos, 200 km/h (124 mph) en 8,8 segundos y llega hasta los 333 km/h (207 mph) (329 km/h (204 mph) en el Spider), misma velocidad punta que el 650S, a pesar de la menor potencia. El consumo y las emisiones de CO2 de 275 g (9,7 onzas)/km se mantienen.
En principio, el nuevo McLaren 625C se lanzaría en Hong Kong, con ambas carrocerías disponibles desde el lanzamiento y más adelante, se ofrecería en otros mercados de Asia y el Pacífico, aunque McLaren no anunció a cuáles concretamente hasta dentro de unos meses después.

### 650S Le Mans

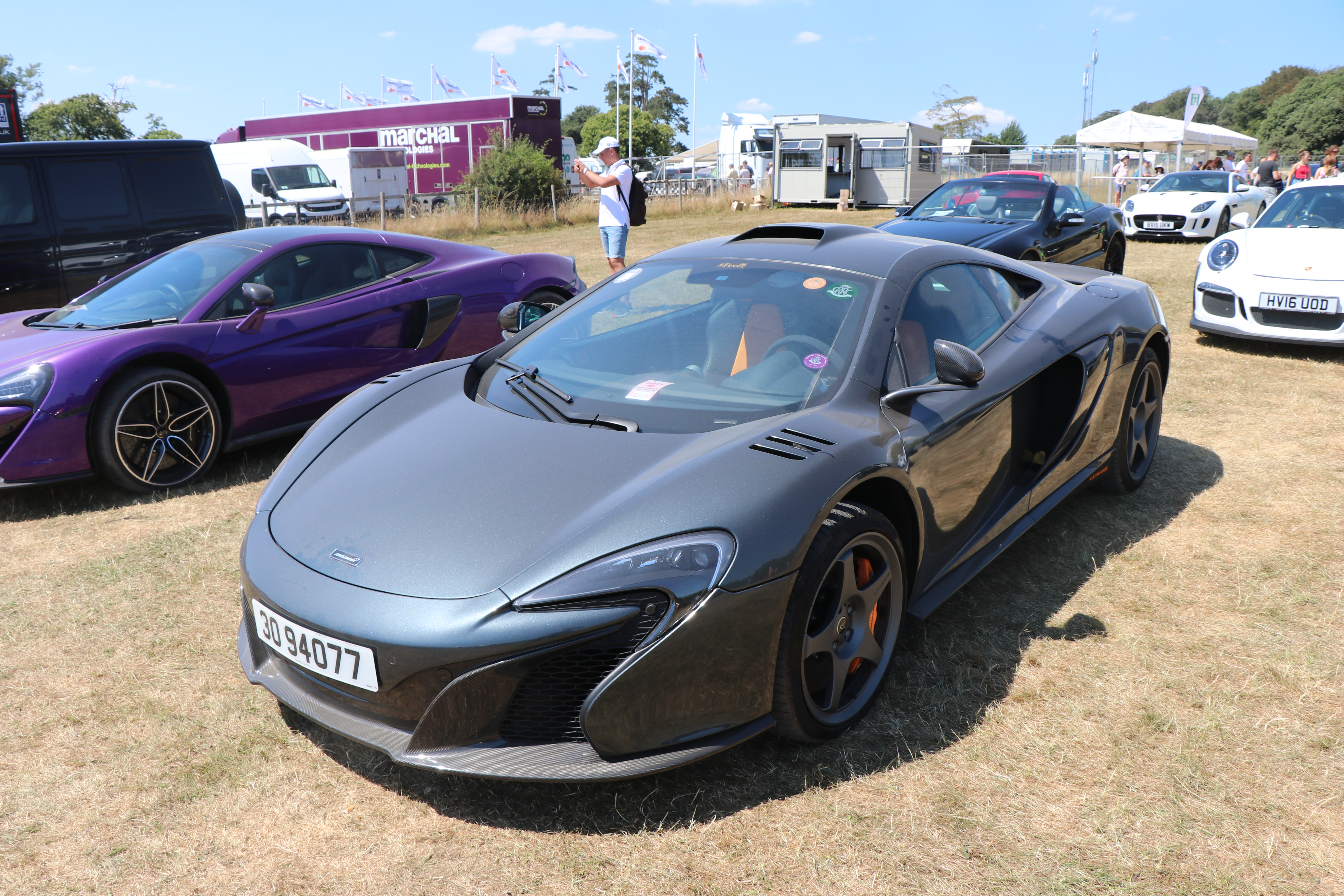
650S Le Mans.

Fue develado a principios de 2015 para conmemorar la victoria inaugural de McLaren en las 24 Horas de Le Mans en 1995. Esta edición marca el 20 aniversario de McLaren desde esta importante victoria y fue también su primera entrada en Le Mans donde cinco McLaren F1 GTR terminaron en 1.ª, 3.ª, 4.ª, 5.ª y 13.ª posiciones.
Desarrollado por las Operaciones Especiales de McLaren, está limitado a 50 unidades en la variante coupé. Está inspirado en el F1 GTR chasis 01R que portaba el número 59 del equipo Kokusai Kaihatsu Racing, conducido por Yannick Dalmas, el japonés Masanori Sekiya y el finlandés J. J. Lehto y que ganó en Le Mans en 1995. Por lo tanto, está acabado en un color gris metálico Sarthe y equipado con ruedas ligeras "Le Mans Edition". Otras características distintas del modelo de entrada 650S, incluyen un techo del motor montado en el techo de inducción "esnórquel" y unas sutiles aberturas en las alas delanteras.
Cuenta llantas exclusivas de 19 pulgadas (48,3 cm) al frente y 20 pulgadas (50,8 cm) atrás, ambos inspirados en el GTR. El diseño ha sido por parte de Peter Stevens, famoso por su trabajo en la Fórmula 1, junto con McLaren Special Operations (MSO).
Otros cambios en el diseño de MSO y Stevens, son las pequeñas aperturas en los alerones delanteros que reducen la presión en las llantas delanteras y producen mayor carga aerodinámica. Los frenos son carbono-cerámicos y cuentan con pinzas (cálipers) pintadas en Naranja McLaren. El splitter delantero y el paragolpes trasero están hechos de fibra de carbono, complementados con aletas laterales y un difusor trasero creados por MSO y con la leyenda "Le Mans" en naranja.
Por dentro cuenta con revestimientos de cuero negro y Alcantara naranja, con el logo de Le Mans en el reposacabezas de los asientos.
En cuanto a la mecánica no se han realizado cambios, por lo que sigue conservando el mismo V8 biturbo.

### 650S Can-Am

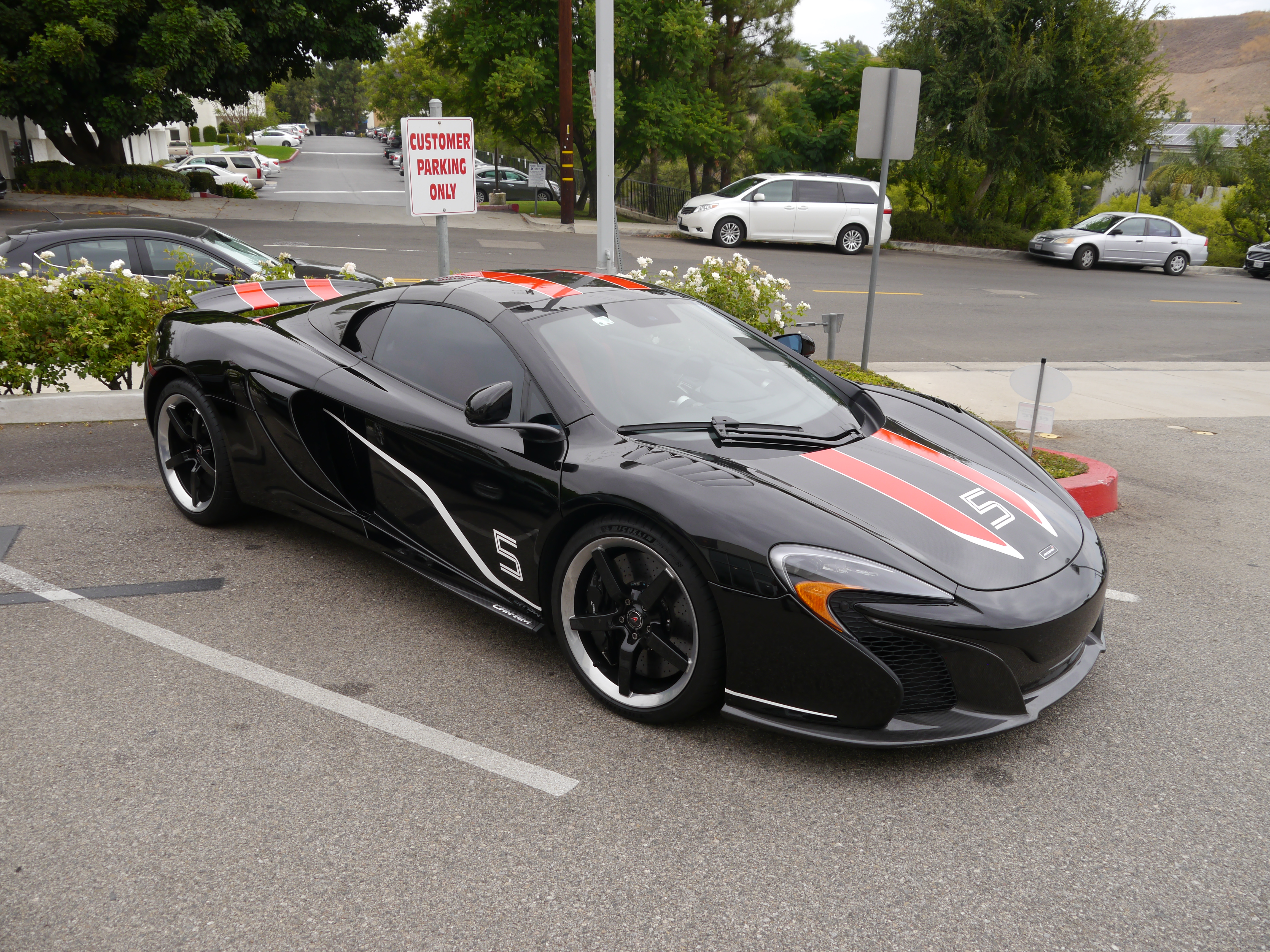
650S Can Am.

Para celebrar el 50 aniversario de la competición Canadian-American Challenge Cup (Can-Am), el fabricante presentó una edición especial limitada a 50 vehículos basada en el 650S Spider, creada por la división de operaciones especiales McLaren MSO, que comenzaría a entregase en la primavera de 2016.
Su diseño está inspirado precisamente en los coches de la Can-Am, ya que la firma ganó varios campeonatos de dicha competición en los años 1960 y 1970. Se distingue de un 650S Spider convencional por elementos de fibra de carbono como el techo, el capó, el aerofreno, el splitter frontal, el paragolpes trasero o los listones de los umbrales de las puertas.
También son específicas las cuatro salidas de escape de acero inoxidable y las llantas forjadas de aleación ligera y 19 pulgadas (48,3 cm), que han sido diseñadas por MSO, con cinco radios y contorno en contraste. Además, montan neumáticos Pirelli P Zero Corsa con unos frenos carbono-cerámicos de serie, con pinzas (cálipers) pintadas de color negro.
Solamente tres colores de carrocería estaban disponibles: rojo Mars, inspirado en el M1B de Bruce McLaren y Chris Amon, Papaya Spark, un naranja McLaren metálico y negro Onyx. Además, se podía ordenar la decoración de carreras, incluyendo la numeración y demás detalles. El interior incluía tapicería de cuero y Alcantara, asientos deportivos y elementos de fibra de carbono.
Tenía el mismo V8 biturbo, por lo que entregaba las mismas prestaciones que el modelo convencional sin mayores cambios.

## 675LT

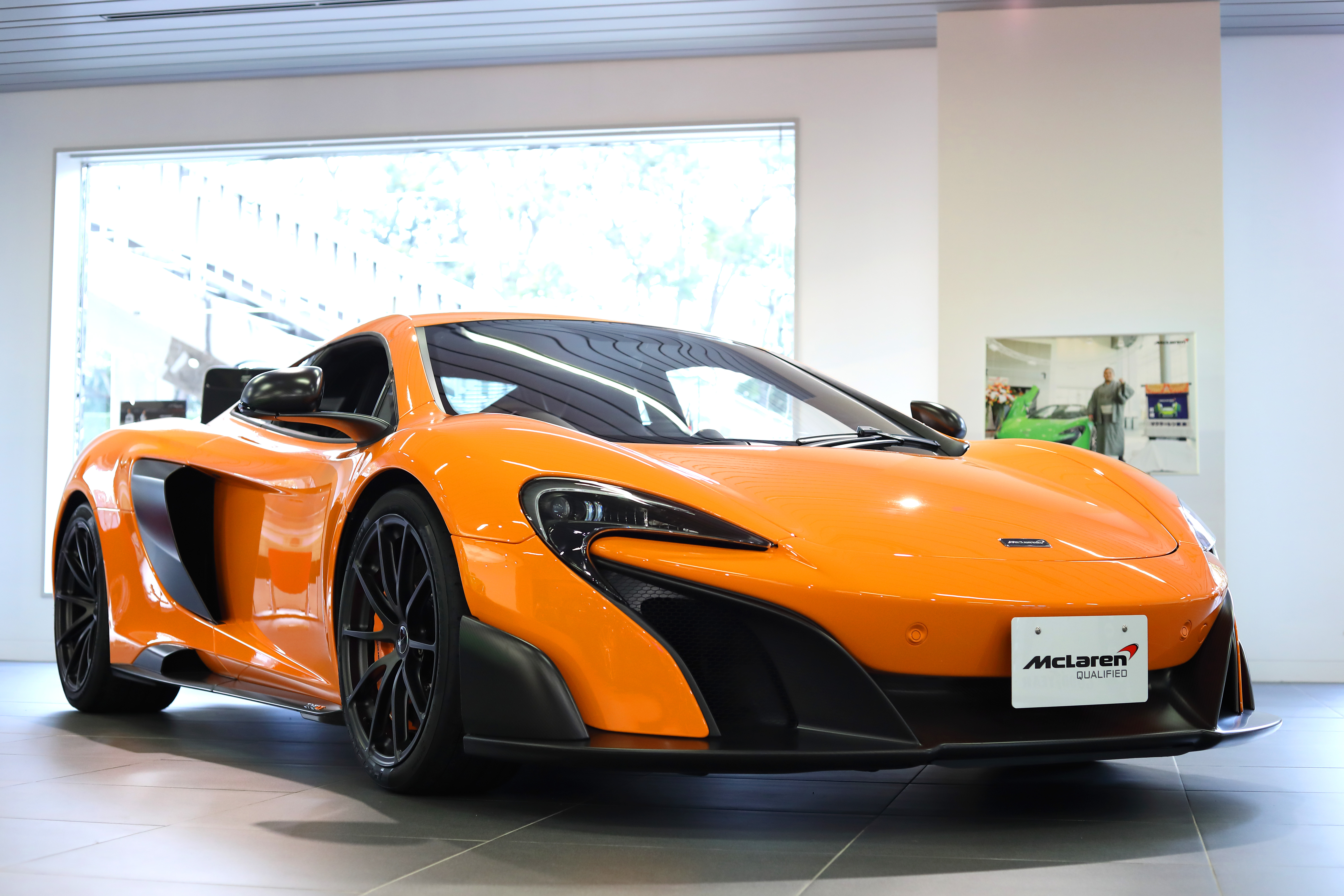
Con especificaciones de Japón.

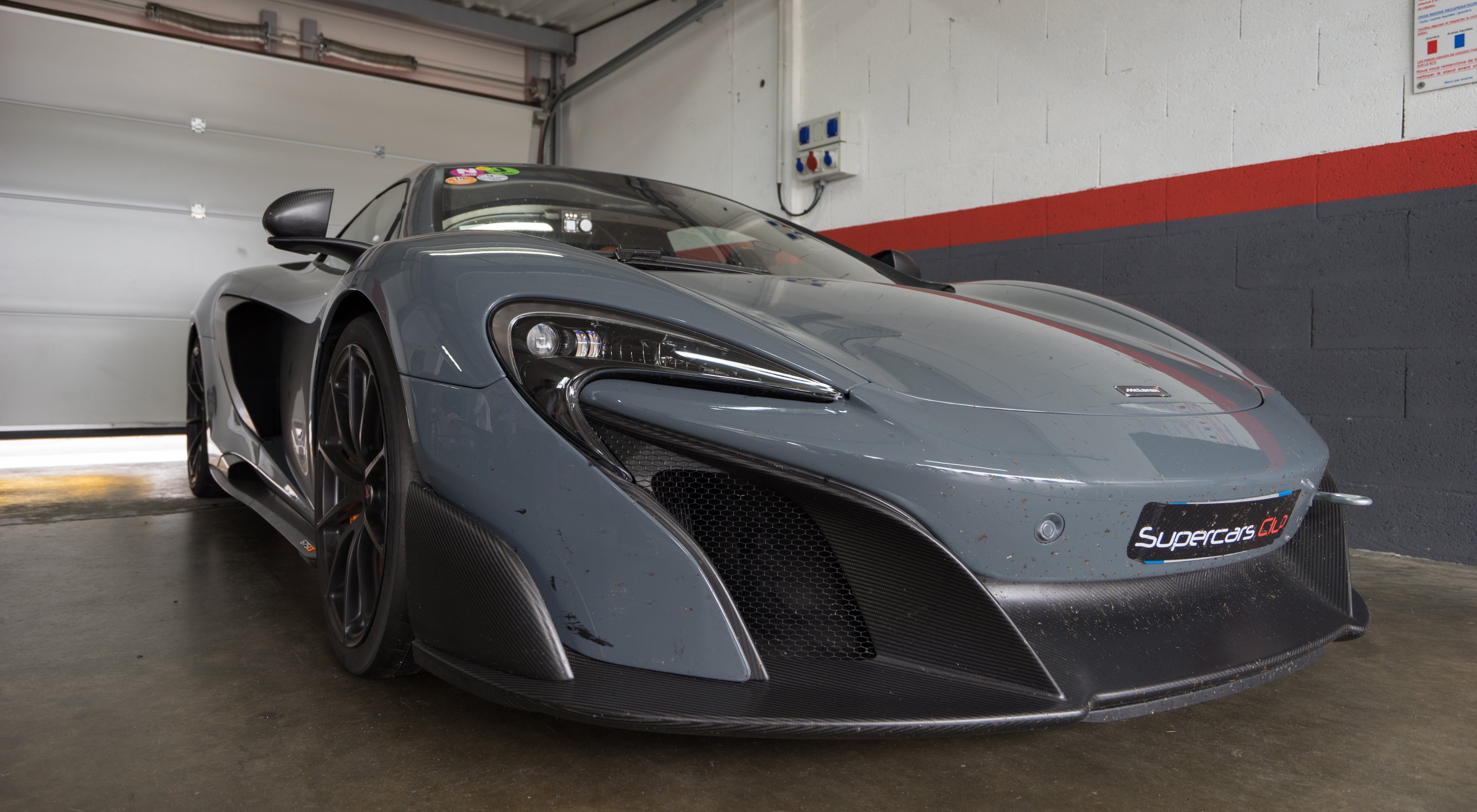
Super Series 675LT.

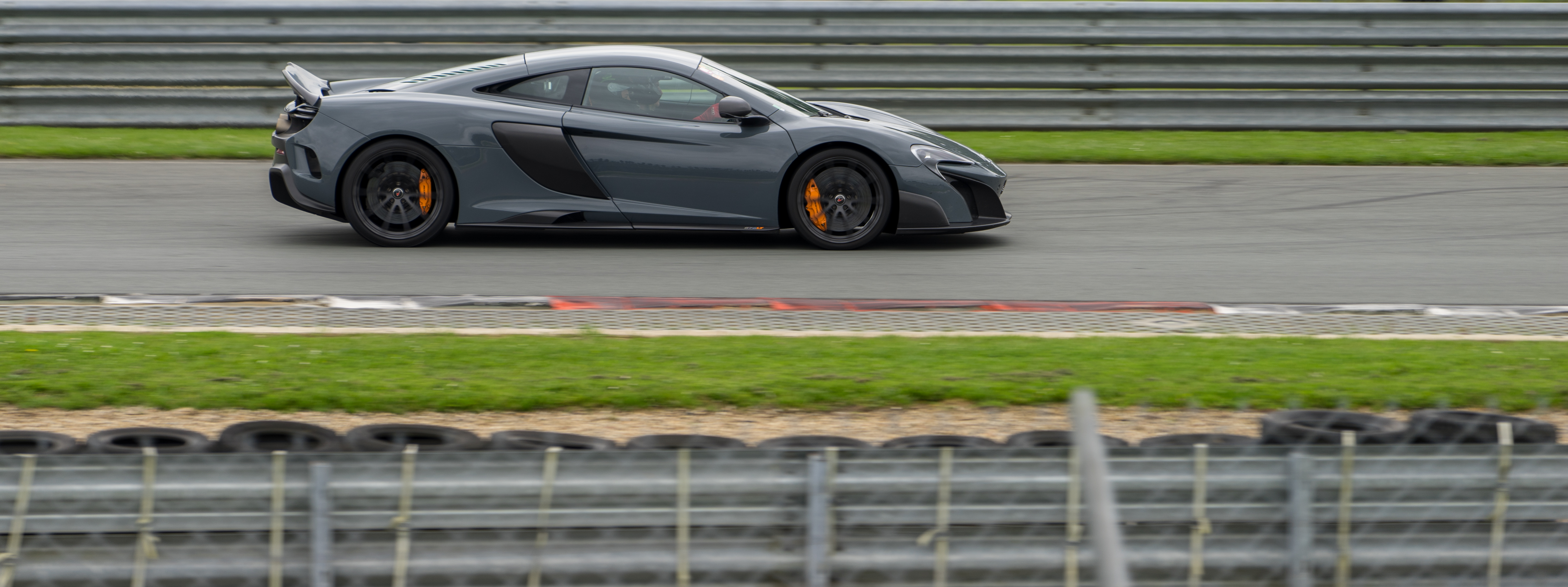
McLaren 675 Longtail.

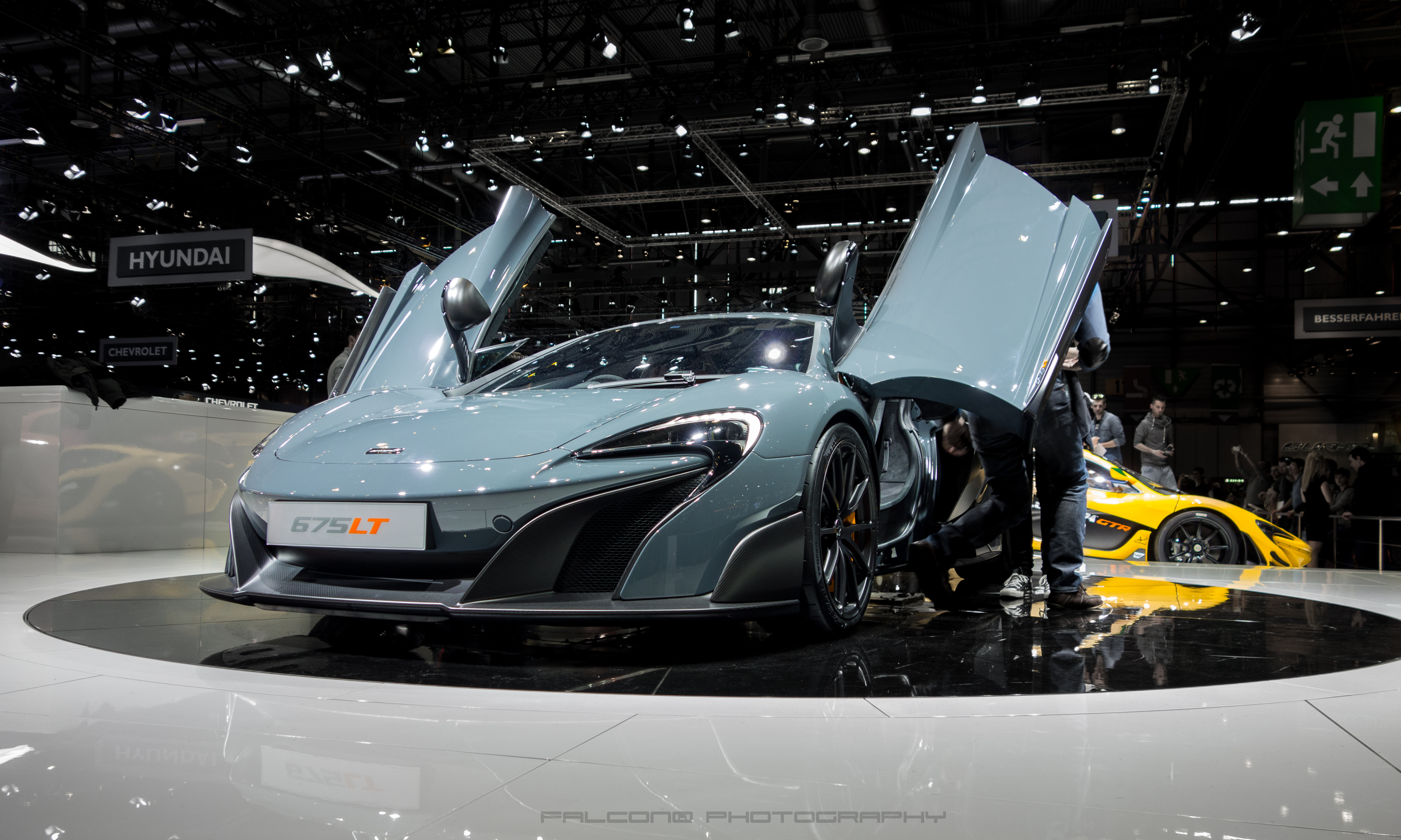
Modelo 2016 con motor de 3,8 litros M838T, 666 hp, 1230 kg y de 0-100 km/h en 2,9 segundos, con un precio de.

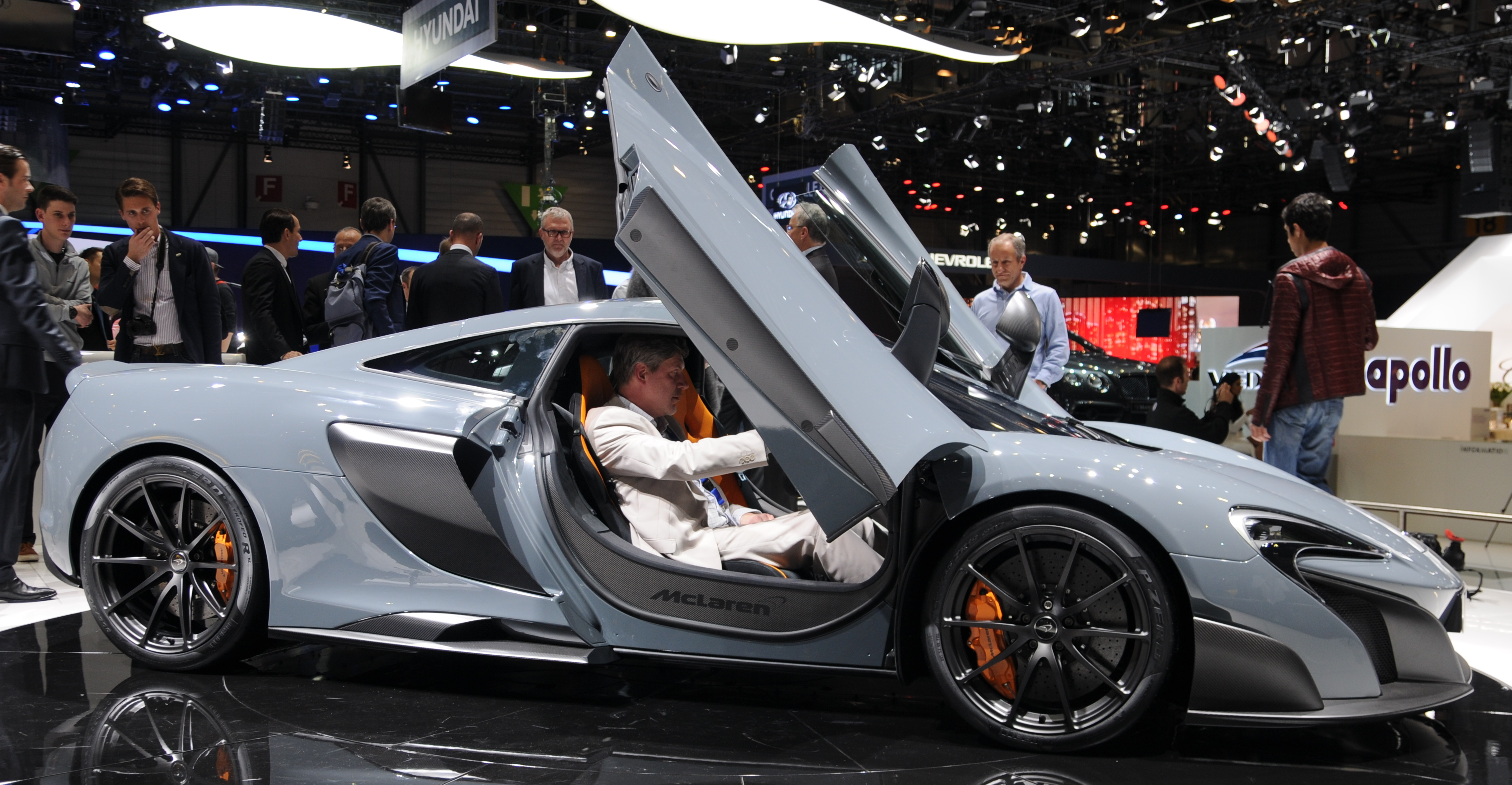
Con ambas puertas diédricas abiertas en el Salón del Automóvil de Ginebra de 2015.

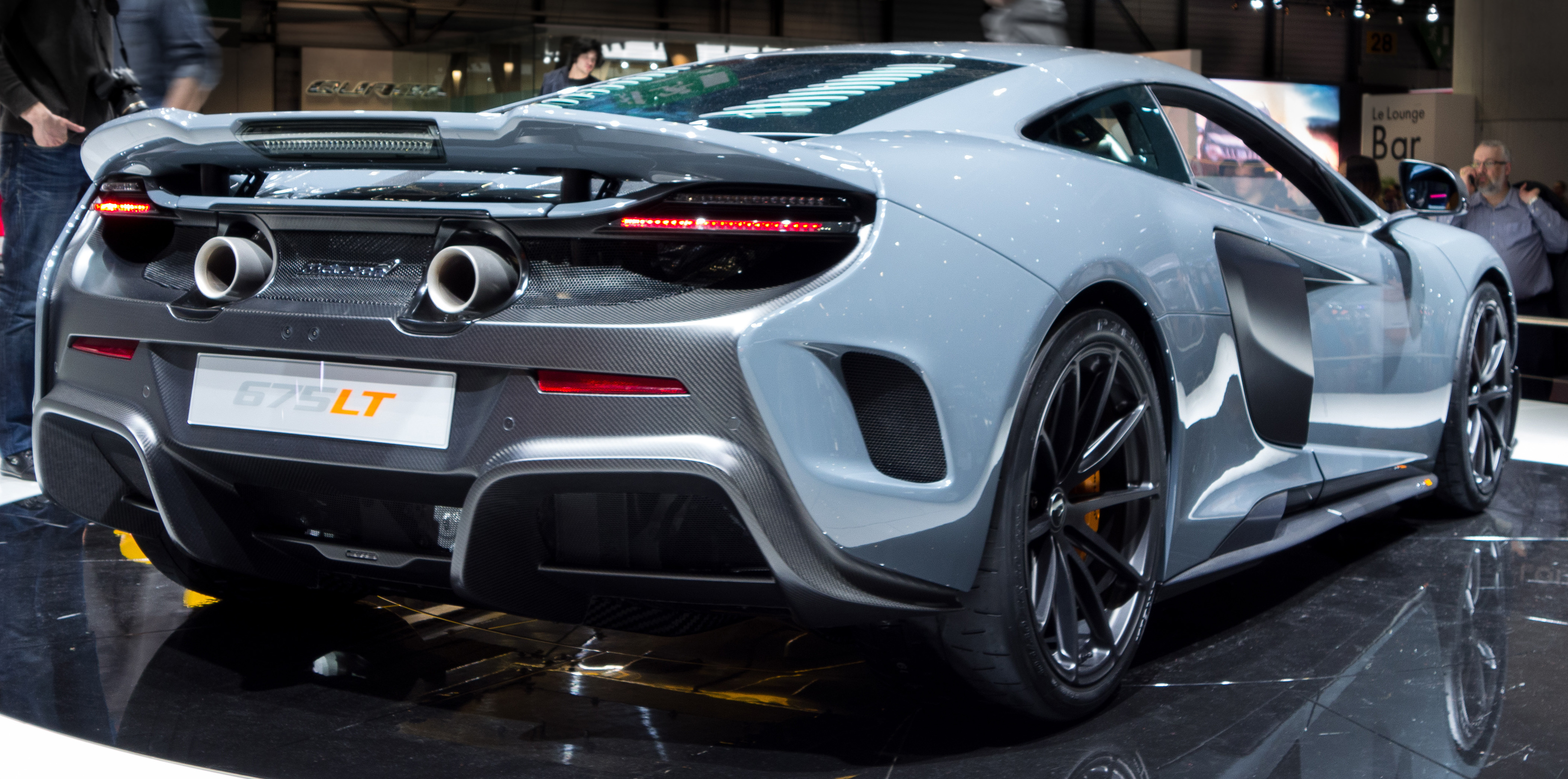
Vista trasera.

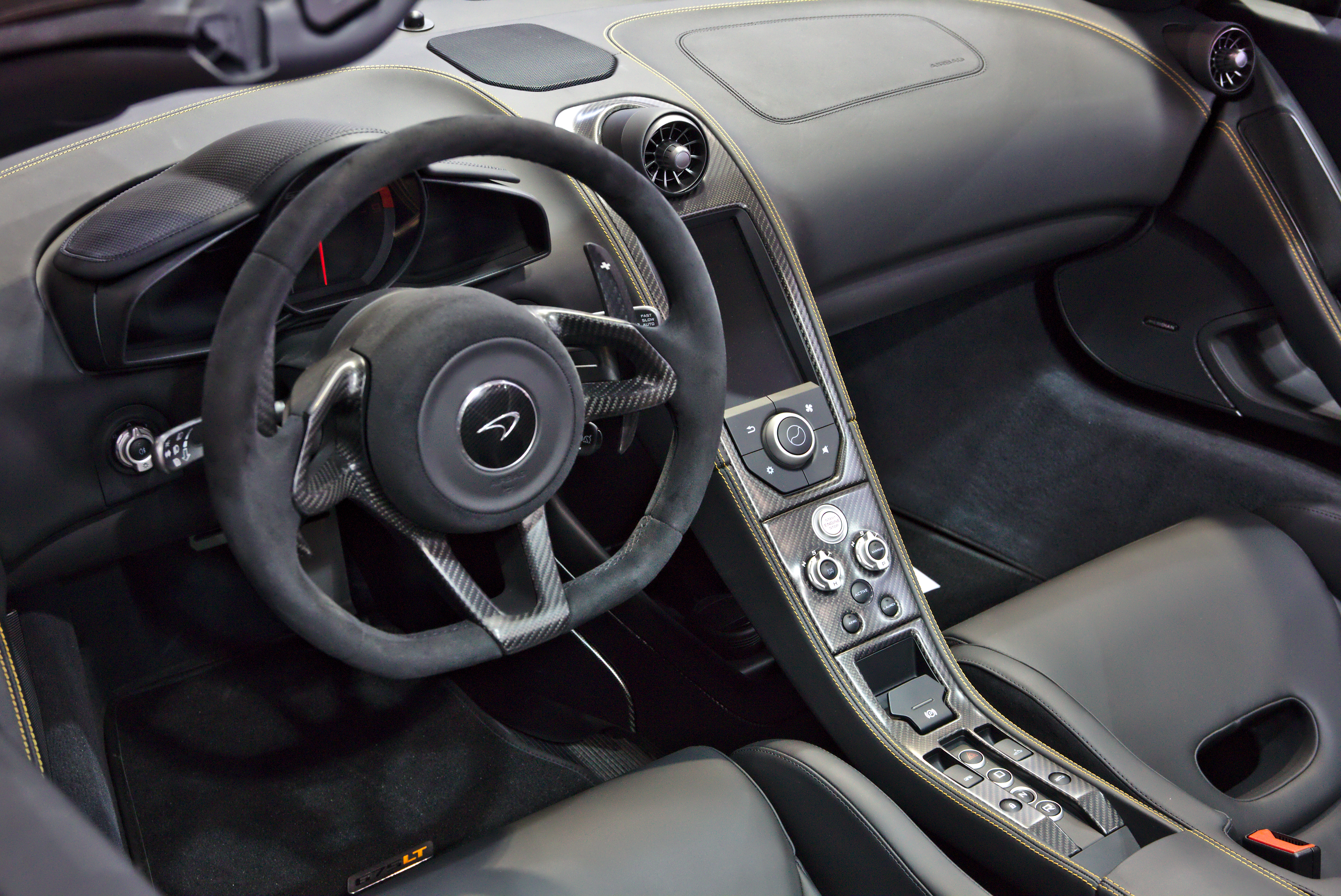
Vista del interior en Retro Classics de 2018.

El McLaren 675LT es una variante del 650S, el cual se fabricó en versión coupé y descapotable. La sigla "LT" significa Long Tail como una evolución ligera del McLaren 650S, enfocada en la pista. Fue anunciado en febrero de 2015 e introducido en el Salón del Automóvil de Ginebra de 2015. Es actualmente el coche más rápido en la pista de la prueba de Top Gear con un tiempo de 1.13.7, batiendo el Pagani Huayra por apenas 0,1 milésima de un segundo. Según McLaren, es el modelo para calle más enfocado al circuito de sus McLaren Super Series. Goza de una relación peso a potencia de 549 CV (541 HP; 404 kW) por tonelada, debido al uso intensivo de fibra de carbono y cuenta con aerodinámica mejorada. El 675LT tiene una apariencia más agresiva, con un paragolpes frontal rediseñado con splitter frontal de carbono, tomas de aire más grandes delante de los pasos de rueda traseros, taloneras también de fibra, salidas de escape circulares de titanio o alerón y difusor de carbono, entre otras cosas. El 675LT se ofrece en cinco acabados "By McLaren". 
En el interior incorpora dos asientos ultraligeros de tipo baquet fabricados en fibra de carbono y tapicería de Alcantara con logotipos 675LT en los reposacabezas y detalles de color rojo. El aire acondicionado se elimina de la dotación de fábrica, aunque se puede equipar sin sobrecoste si el cliente lo desea.

### Nomenclatura
El "675" en el nombre del modelo 675LT se refiere a la potencia de salida de 675 CV (666 HP; 496 kW), siguiendo el esquema de nomenclatura iniciado por el McLaren 650S. El LT en el nombre del modelo es una referencia a la "cola larga" 1997 que era la encarnación final de la versión de calle McLaren F1, construido para cumplir con las regulaciones de la homologación de la FIA para el F1 GTR de 1997. El F1 GT ofreció salientes delanteros y traseros extendidos que produjeron una carga aerodinámica similar a la especial de homologación anterior, el McLaren F1 LM, sin el uso de un alerón trasero fijo de arrastre.

### Motor
El motor de 3799 cm³ (3,8 litros) V8 biturbo, se acopla a un cambio SSG de siete velocidades, alcanza los 675 CV (666 HP; 496 kW) de potencia máxima a las 7000 rpm y ofrece un par motor de 700 N·m (516 lb·pie) entre las 5500 y 6500 rpm, gracias a un peso en vacío de 1230 kg (2712 libras) (distribuido un 42,5% delante y un 57,5% detrás).
Entre las mejoras llevadas a cabo en el motor V8, que incluso recibe una nueva denominación tras tanto cambio (M838TL), destacan los nuevos turbocompresores, más eficientes, cambios en la culata y en los colectores de admisión, nuevo cigüeñal, bielas fabricadas en material ligero o un circuito de combustible de mayor flujo. El 675LT tiene una apariencia más agresiva, con un paragolpes frontal rediseñado con splitter frontal de carbono, tomas de aire más grandes delante de los pasos de rueda traseros, taloneras también de fibra, salidas de escape circulares de titanio o alerón y difusor de carbono. Entre otras cosas, el 675LT se ofrece en cinco acabados "By McLaren".
En el interior incorpora dos asientos ultraligeros de tipo baquet fabricados en fibra de carbono y tapicería de Alcantara con logotipos 675LT en los reposacabezas y detalles de color rojo. El aire acondicionado se elimina de la dotación de fábrica, aunque se puede equipar sin sobrecoste si el cliente lo desea.

#### Tren motriz
El automóvil es propulsado por una variación del motor V8 M838T de 3799 cm³ (3799,0 centímetros cúbicos) biturbo de gasolina, produciendo 675 CV (666 HP; 496 kW) a las 7100 rpm y 700 N·m (516 lb·pie) a las 5500 rpm. Esto se logra mediante la adición de nuevas bielas ligeras, árbol de levas a la medida, una válvula de recirculación electrónica y un escape de titanio ligero. También se utilizan en el motor las ruedas de compresor de turbocompresor revisadas y una bomba de combustible optimizada.
El 675LT utiliza la caja de cambios automática de siete velocidades de doble embrague utilizada en el 650S, con un software mejorado que reduce el tiempo de cambio. El 675LT tiene una apariencia más agresiva, con un paragolpes frontal rediseñado con splitter frontal de carbono, tomas de aire más grandes delante de los pasos de rueda traseros, taloneras también de fibra, salidas de escape circulares de titanio o alerón y difusor de carbono. Entre otras cosas, el 675LT se ofrece en cinco acabados "By McLaren". 
En el interior incorpora dos asientos ultraligeros de tipo baquet fabricados en fibra de carbono y tapicería de Alcantara con logotipos 675LT en los reposacabezas y detalles de color rojo. El aire acondicionado se elimina de la dotación de fábrica, aunque se puede equipar sin sobrecoste si el cliente lo desea.

### Rendimiento
El 675LT puede acelerar desde 0 a 100 km/h (62 mph) en 2,9 segundos, 0,1 segundos más rápido que el 650S; de 0 a 200 km/h (124 mph) en 7,9 segundos; de 0 a 300 km/h (186 mph) en 25,9 segundos; y el 1/4 de milla (402 m) en 10,3 segundos a 141,1 mph (227,1 km/h), continuando a una velocidad máxima verificada de 330 km/h (205 mph). En el episodio 2 de la temporada 23 de Top Gear, el 675LT se convirtió en el coche de producción más rápido en la pista de pruebas de Top Gear con un tiempo de 1:13.7, superando el tiempo de Pagani Huayra de 1:13.8. El McLaren 675LT tiene una relación peso a potencia de 1,97 kg por caballo de fuerza.

### Diseño
El 675LT tiene una apariencia más agresiva, con un paragolpes frontal rediseñado con splitter frontal de carbono, tomas de aire más grandes delante de los pasos de rueda traseros, taloneras también de fibra, salidas de escape circulares de titanio o alerón y difusor de carbono. Entre otras cosas, el 675LT se ofrece en cinco acabados "By McLaren". 
En el interior incorpora dos asientos ultraligeros de tipo baquet fabricados en fibra de carbono y tapicería de Alcántara con logotipos 675LT en los reposacabezas y detalles de color rojo. El aire acondicionado se elimina de la dotación de fábrica, aunque se puede equipar sin sobrecoste si el cliente lo desea.

#### Chasis
Al igual que con el 650S, el 675LT utiliza monocell de fibra de carbono monocomponente y el uso de fibra de carbono en el vehículo se incrementa para minimizar el peso y aumentar el peso rigidez. El 675LT se suministra con nuevos frenos de disco de carbono-cerámicos para aumentar el rendimiento de frenado sobre el 650S. Los tamaños de los discos son 394 mm (15,5 pulgadas) en la parte delantera y 380 mm (15,0 pulgadas) en la parte trasera. Los cálipers de seis pistones agarran los discos delanteros y con pinzas de cuatro pistones usadas para las traseras. El rendimiento de frenado también se ve favorecido por la capacidad de frenado de aire del nuevo alerón trasero.
El 675LT hace uso de un nuevo diseño de rueda de 10 radios, cada uno pesando 800 g (1,8 libras) menos que las llantas de aleación en el McLaren P1, suministrado en un frente de 19 pulgadas (48,3 cm) y un ajuste trasero de 20 pulgadas (50,8 cm).
Las nuevas ruedas están calzadas con los neumáticos Pirelli P-Zero Trofeo R, con neumáticos de calle, que aumentan el agarre hasta un 6% sobre el P-Zero Corsa que se vende con el 650S.

#### Carrocería e interior
El 675LT utiliza un nuevo conjunto de freno de aire / alerón posterior 50% más grande que el utilizado en el 650S, junto con un nuevo difusor de fibra de carbono y un 80% más grande separador frontal con placas de extremo considerable que juntos aumentan el downforce total en un 40%.
Las nuevas piezas de fibra de carbono incluyen los parachoques delanteros y traseros, así como la parte inferior delantera, los guardabarros traseros, las tomas laterales y la cubierta que contribuyen al importante ahorro de peso sobre el 650S.
Alcantara se utiliza en todo el interior, donde la alfombra se retira y la eliminación de la unidad de aire acondicionado y los asientos de la nueva fibra de carbono juntos ahorran 26,5 kg (58,4 libras). La ventana de vidrio es 1 milímetro más delgado que reduce todavía más el peso de 3 kg (6,6 libras). Este enfoque extremo en el ahorro de peso resulta en un total en seco de 1230 kg (2712 libras), algo menos que el 650S.

### McLaren 675LT Spider

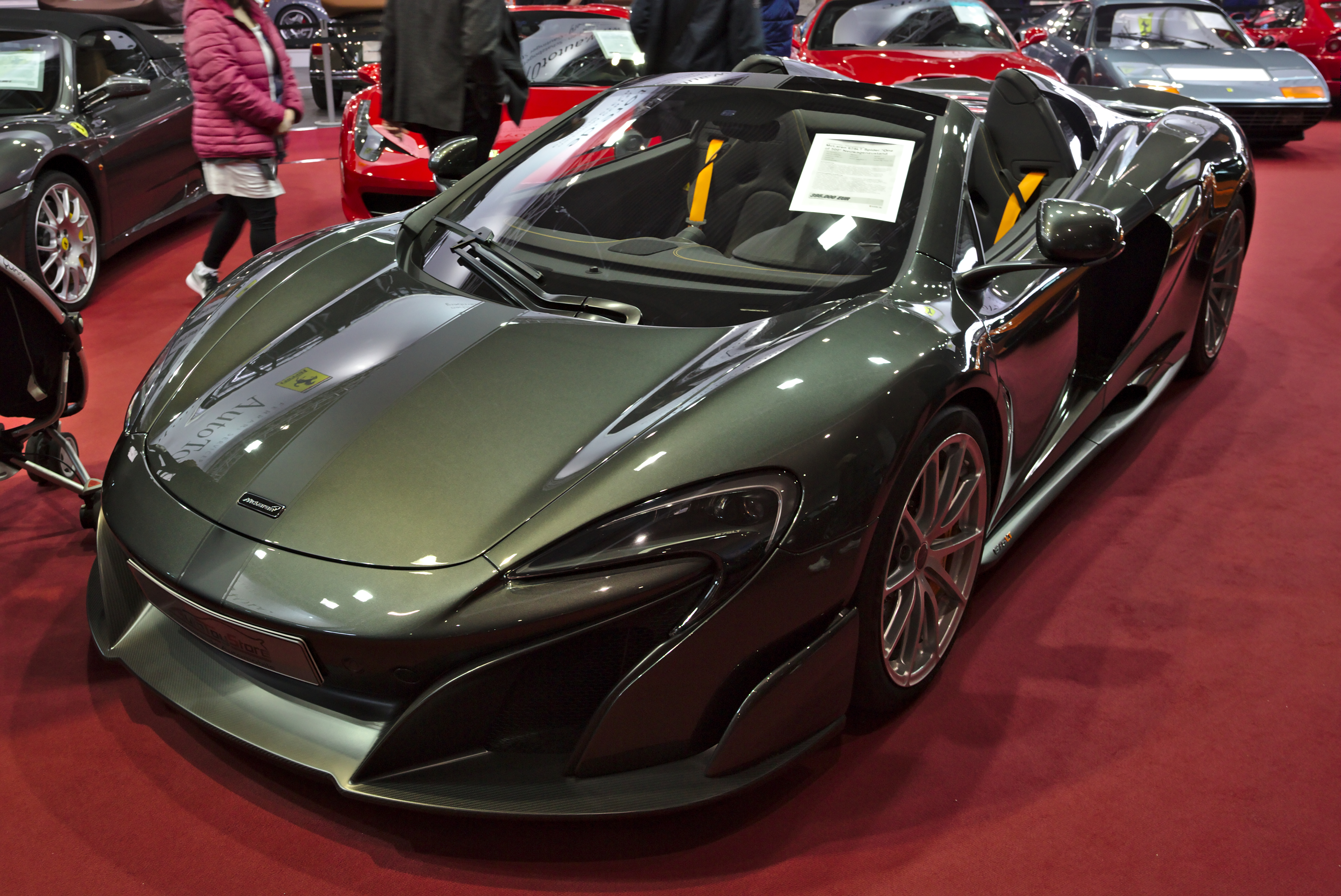
675LT Spider uno de 500.

Una variante convertible del 675LT fue develada en línea en diciembre de 2015. Comparte el mismo motor V8 de 3799 cm³ (3,8 litros) biturbo que el coupé, pero tiene un techo plegable tipo hardtop, según lo visto en el 650S Spider. El 675LT Spider puede acelerar de 0 a 100 km/h (62 mph) en 2,9 segundos y de 0 a 200 km/h (124 mph) en 8,1 segundos. La velocidad máxima se reduce ligeramente a 327 km/h (203 mph).
Fue presentado concretamente el 3 de diciembre de 2015. Al ir circulando en primera marcha, "solamente" entrega 600 N·m (443 lb·pie) de par motor para evitar que las ruedas posteriores patinen, pero a partir de la segunda marcha, entrega 700 N·m (516 lb·pie) entre las 5000 y 6500 rpm.
Se caracteriza por la reducción de peso, la aerodinámica mejorada y una mayor potencia. Limitado a 500 unidades, esta edición especial ve reducida la masa en 100 kg (220 libras) respecto al 650S, por lo que en la báscula marca un peso total de 1270 kg (2800 libras), los cuales están repartidos 42 por ciento en el eje delantero y el 58 por ciento restante en el trasero.
Incluyendo el sistema de apertura del techo de tres piezas retráctil, mismo que puede accionarse a una velocidad de máxima de 30 km/h (18,6 mph), pesa solamente 40 kg (88 libras) más que el 675LT Coupé. De igual manera que este último, esta variante descapotable ofrece, como su nombre lo dice, una potencia máxima de 675 CV (666 HP; 496 kW) a las 7100 rpm y un par máximo de 700 N·m (516 lb·pie) entre las 5000 y 6500 rpm, que son enviados a las ruedas traseras por medio de una transmisión automática de doble embrague de siete velocidades. Tiene una relación potencia a peso de 531,5 CV por tonelada de peso.

### 675LT Spider Carbon Series
El MSO Carbon Series LT fue una creación de la división de personalización McLaren Special Operations. Limitado a 25 unidades, destaca por la carrocería, incluido el techo retráctil y la tapa del depósito de combustible, de fibra de carbono. Al igual que el 675LT Spider, la parte frontal y el paquete aerodinámico compuesto por un splitter, faldones laterales, ventilaciones, un difusor y un spoiler, están hechos de dicho material. Inclusive son fabricados de fibra de carbono. Comparado con el 675LT Spider, 40 por ciento de las piezas de la carrocería del MSO Carbon Series LT están creadas con fibra de carbono.
Mantiene las mismas cifras del V8 biturbo de 3799 cm³ (3,8 litros), por lo que también arroja 675 CV (666 HP; 496 kW) a las 7100 rpm y 700 N·m (516 lb·pie) disponibles entre las 5000 y 6500 rpm. Una vez llevado a la práctica, puede ir de 0 a 100 km/h (62 mph) en solamente 2,9 segundos y a 200 km/h (124 mph) en 8,1 segundos. Por su parte, la velocidad máxima es de 326 km/h (203 mph). Iniciaría su producción en el otoño próximo de 2016.
Es la versión descapotable de la evolución más deportiva del 650S, con una carrocería alargada para mejorar la aerodinámica. Tiene el parachoques delantero con faldón largo, los bajos delanteros, los faldones laterales, las tomas laterales, las partes bajas laterales traseras, el paso de ruedas interior trasero, el capó trasero, el parachoques trasero, el difusor y el freno aerodinámico en carbono. También son de carbono visto el techo retráctil y su tapa, los pilares A, el capó delantero, las aletas delanteras y traseras, los hojas laterales e incluso la tapa de la toma de combustible. Todas las superficies a la vista son de fibra de carbono. Entre otros elementos de equipamiento, contaba de serie con el paquete McLaren Track Telemetry, que incluye cámaras de grabación. Las aletas delanteras también cuentan con branquias para liberar aire al estilo de los coches de competición GT3.

### McLaren 688 HS

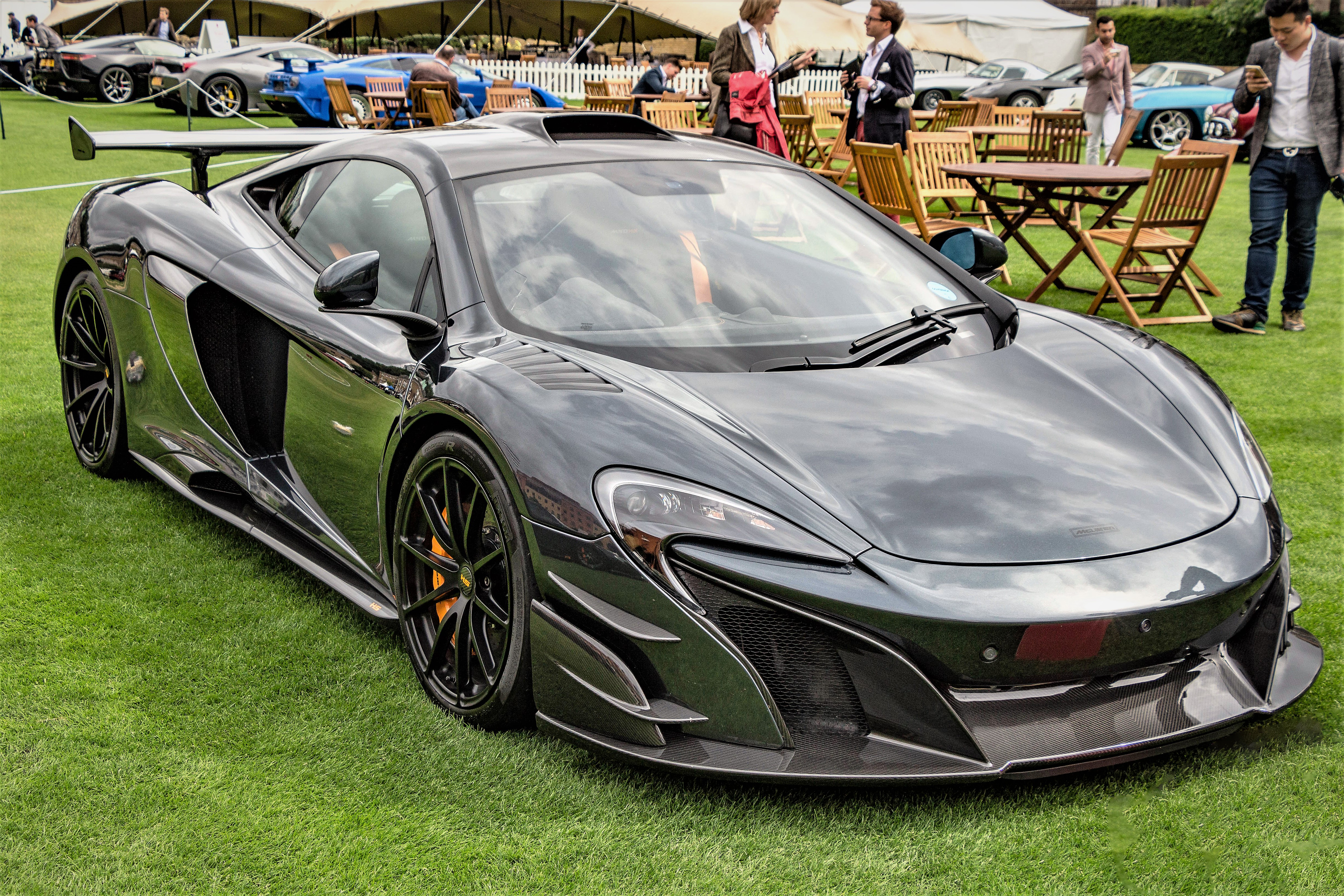
MSO HS de 2016.

En 2016, McLaren introdujo el McLaren 688 HS, que fue revisado por el refinador de fábrica MSO (McLaren Special Operations).
La edición especial limitada a 25 ejemplares, mismas que parecían haber sido vendidas casi de inmediato a los clientes potenciales, está equipada con el motor del McLaren 675LT, cuyo rendimiento se incrementó en 13 CV (9,6 kW), mientras que el par máximo sigue siendo de 700 N·m (516 lb·pie). Visualmente, el 688 HS se actualizó con un alerón trasero fijo, faldones laterales revisados y faldón delantero. El peso se redujo en 40 kg (88 libras), en comparación con el 675LT.
La versión más potente y de mejores prestaciones del 650S fue vista en su línea de producción, confirmando así que sería todavía más potente que el limitado 675LT.
El 688 HS (High Sport) sería preparado por McLaren Special Operations (MSO), ofreciendo un nuevo paquete aerodinámico para un mejor desempeño en circuito. Parte de esta revisión del exterior se centra en añadir un nuevo alerón fijo de grandes proporciones en la trasera, una entrada de aire sobre el techo que además es funcional, salidas de aire sobre las ruedas delanteras y nuevas canalizaciones en el paragolpes frontal para aumentar la carga sobre el tren delantero.
Su V8 biturbo ha sido mejorado para alcanzar los 688 CV (679 HP; 506 kW), como su nombre lo indica, mientras que su chasis ha sido aligerado. Frente al 675LT, el 688 HS mejoraría sus prestaciones.
La primera foto espía real podría haber sido filtrada a través de los periodistas de Jalopnik. Se podía observar que se trataba de un modelo más aerodinámico que el 675LT; a ello contribuían detalles como el alerón trasero heredado del McLaren 650S GT3, o las aletas de fibra de carbono. También se supo que mejoraba hasta un 40% en términos de carga aerodinámica, generando hasta 220 kg (485 libras) a 240 km/h (149 mph), gracias al alerón trasero que hereda del McLaren P1 GTR.

### MSO R
El McLaren MSO R Coupé y el McLaren MSO R Spider son las creaciones más recientes de la división McLaren Special Operation, el departamento de personalización del fabricante inglés, quien tomó dos modelos de producción en serie, son sumamente exclusivas.

#### Diseño
Ambos bólidos fueron pintados con un tono Liquid Silver, a pesar de verse idénticos, en realidad no lo son, puesto que el ejemplar spider cuenta con terminado brillante, en tanto que el coupé luce acabado satinado. Los dos vehículos tienen múltiples detalles en color negro que los hace ver más atractivo.
MSO instaló algunos elementos aerodinámicos especiales, como un alerón trasero, fabricado con fibra de carbono. Este mismo material está presente en la fascia delantera, cubierta del motor, capota y el difusor posterior. Todas estas piezas fueron modificadas para hacerles cien por ciento funcionales.
Los emblemas MSO en distintas partes de la carrocería. El paquete se complementa con  rines de aleación de cinco radios, pintados de color negro y Delta Red en el splitter delantero y las taloneras.
Se ha tomado como base el McLaren 675LT. La carrocería está basada en fibra de carbono VCF y toma de aire en el techo (solamente en el coupe), splitter y difusor trasero.

#### Interior
McLaren Special Operations aplicó su experiencia en el interior con detalles especiales como costuras negras en los asientos de cubo, mismos que fueron tapizados en rojo, con los logotipos de MSO bordados en los reposacabezas. El volante fue manufacturado con fibra de carbono y recubierto parcialmente con Alcántara, mismo material que encontramos en otras piezas del interior.
Se han integrado cuatro nuevos instrumentos de alta tecnología en el auto.

#### Motor
McLaren MSO R Coupé y el McLaren MSO R Spider son impulsados por una versión revisada y optimizada del motor M838TL, un ejemplar V8 biturbo de 3799 cm³ (3,8 L) que desarrolla una potencia de 688 CV (679 HP; 506 kW) y 700 N·m (516 lb·pie) de par motor. MSO también optimizó los sistemas electrónicos de ayuda a la conducción.
Uno de los detalles más sobresalientes de estos vehículos -además del hecho de ser únicos en ambos recibieron un sistema de escape de titanio, con salidas pulidas a mano.
Cuenta con 688 High Sport, lo que los hace más especiales.

## En competición

### GT3

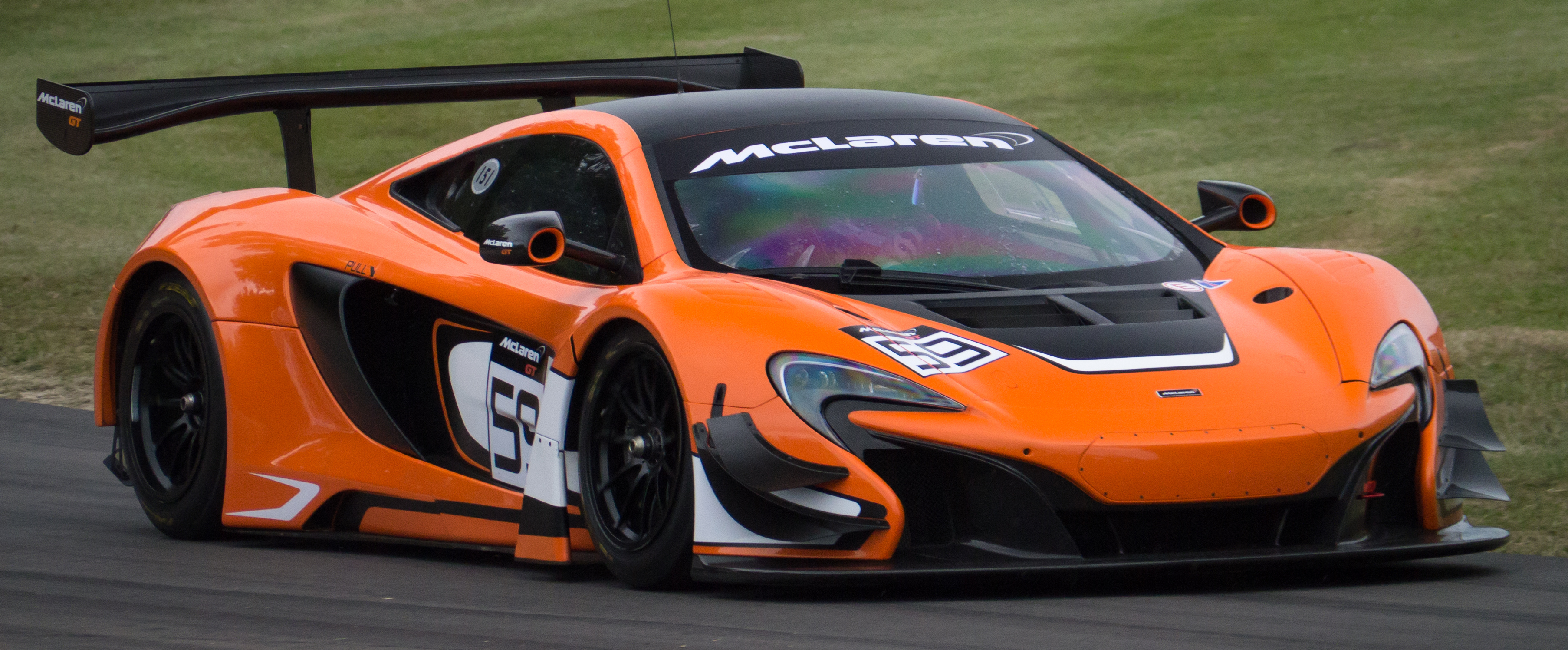
650S GT3 en el Festival de la Velocidad de Goodwood de 2015.

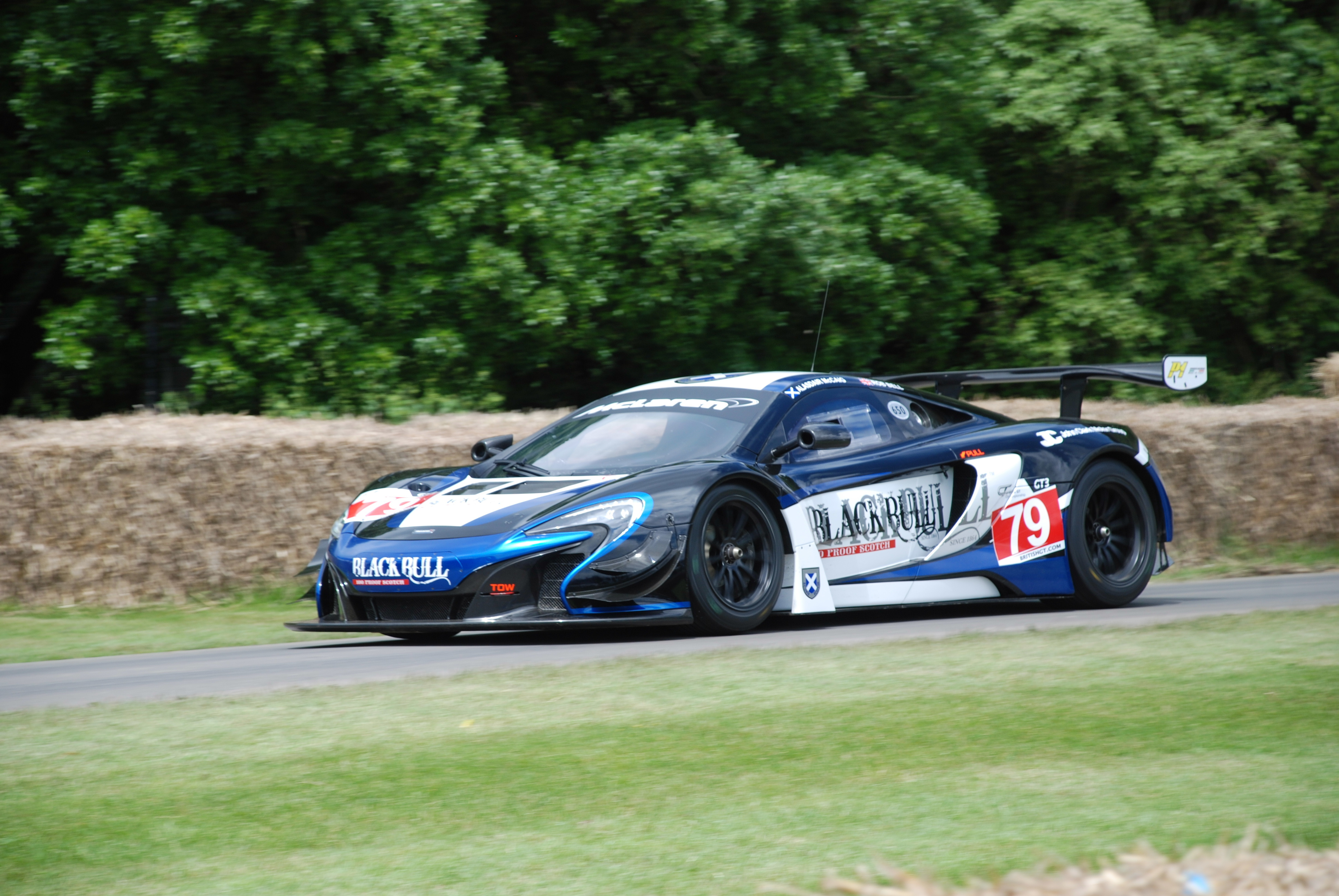
650S GT3 en el Festival de la Velocidad de Goodwood de 2016.

Para la siguiente temporada llegaría el 650S GT3 que era la versión de carreras del 650S, el cual estaba gobernado por las restricciones que implementaba la FIA, por lo que no compartía mucho con la versión de calle, más que el frente actualizado similar al del P1.
En junio de 2014, McLaren anunció que produciría una versión GT3 del 650S, ya sea como un coche nuevo o como una actualización para el MP4-12C ya existente, que competiría en los campeonatos de GT3 a partir de 2015.
Los cambios en el coche desde la versión de carretera, incluían una nueva caja de cambios secuencial de seis velocidades; frenos de disco ventilados de 380 mm (15,0 pulgadas) con pinzas de seis pistones en la parte delantera y unidades de cuatro pistones en la parte trasera; una vía más ancha de 52 mm (2 pulgadas); geometría de suspensión revisada y componentes actualizados. Se distingue de la versión de carretera por mayores tomas de aire y separador frontal, así como por las tomas de aire de fibra de carbono y un nuevo alerón trasero.
El mismo V8 biturbo de 3799 cm³ (3,8 litros) también usado en el MP4-12C GT3, tiene una nueva ECU para mejorar el impulso del turbo y los cambios de marchas. La potencia de salida es más baja que la versión de calle del 650S, debido a la homologación.
Andrew Kirkaldy, cuyo equipo CSR Racing desarrolló la versión GT3 del McLaren MP4-12C, dijo que tenían el objetivo de desarrollar una versión que se ajusta a las regulaciones en el LM GTE de las 24 Horas de Le Mans de 2016, pero el plan nunca prosperó y no apareció en el evento de carrera de resistencia.
El 650S logró su mayor éxito cuando ganó la carrera Liqui Moly de las 12 Horas de Bathurst de 2016 en Australia, en manos de Álvaro Parente, Shane van Gisbergen y Jonathon Webb. Van Gisbergen estableció un nuevo récord de vuelta con un tiempo de 2:01.567 el 7 de febrero de 2016.